# Bolgár Cárság
A Bolgár Cárság (bolgárul: Царство България) vagy más néven Bolgár Királyság vagy Harmadik Bolgár Cárság alkotmányos monarchia volt Kelet- és Délkelet-Európában. 1908. október 5-én lett fejedelemségből királyság. A függetlenség kikiáltásánál I.Ferdinándot koronázták meg mint első cárt főleg a háborús tervei miatt, és mert minden lehetőséget megkeresett azért, hogy egyesítse a bolgár többségű területeket a Balkán-félszigeten (területeket, melyeket elvettek Bulgáriától a Berlini békeszerződésben az Oszmán Birodalom javára).
Az ország fennállása alatt szinte állandóan hadban állt, így kapta becenevét: a „Balkáni Poroszország”. A cárság első két évében 5 milliós lakosságából 1 milliót mobilizálni tudott, és a következő 10 évben (1910–1920) három háborúban vett részt: az első Balkán-háborúban, a második Balkán-háborúban és az első világháborúban. Az első világháborút követően a neuillyi béke megtiltotta Bulgáriának, hogy saját hadsereggel rendelkezzen, és minden terv, hogy a bolgár lakta területek egyesüljenek, kudarcba fulladt. Kevesebb mint 20 évvel később Bulgária belépett a második világháborúba a tengelyhatalmak oldalán, azzal az indokkal, hogy ismét egyesíteni akarja a bolgár népet. Megint a vesztesek oldalára került, ezért 1944-ben átállt a szövetségesekhez, két évvel később a cárt száműzték, és 1946-ban megalakult a Bolgár Népköztársaság.

## Alakulása
A Bolgár Fejedelemség megalakulásától 1878-ban és az utána következő Kelet-Ruméliai 1885-ös területszerzéstől függetlenül még mindig hatalmas bolgár népesség lakott Macedóniában mely oszmán irányítás alatt állt. Még jobban bonyolították a bolgárok ambícióit az, hogy a szerbek és a görögök is Macedónia egyes részeit magukénak gondolták és Szerbia követeléseit az is erősítette, hogy mint egy szláv ország a macedóniai szlávokat is a szerb állam részének gondolta. Ezzel egy három oldalú verseny kezdődött el ezért a területért mely egészen az első világháborúig tartott. 1903-ban bolgár lázadások törtek ki az Oszmán Macedónia területén és a háború nagyon közelinek tűnt. 1908-ban I. Ferdinánd kihasználva a nagyhatalmak ellentéteit, kikiáltotta a Bolgár Cárságot és magát mint első cárja. Ezt október 5-én tette (bár szeptember 22.-én ünneplik mert Bulgária a Julián naptárat használta hivatalosan 1916-ig) a Szent Negyven Mártír Templomában Veliko Tarnovóban.

## Fordítás
- Ez a szócikk részben vagy egészben  a   Kingdom of Bulgaria című angol Wikipédia-szócikk ezen változatának fordításán alapul.  Az eredeti cikk szerkesztőit annak laptörténete sorolja fel. Ez a jelzés csupán a megfogalmazás eredetét és a szerzői jogokat jelzi, nem szolgál a cikkben szereplő információk forrásmegjelöléseként.